# Astridia herrei
Astridia herrei är en isörtsväxtart som beskrevs av L. Bol. Astridia herrei ingår i släktet Astridia och familjen isörtsväxter. Inga underarter finns listade i Catalogue of Life.